# Царицыно (Омская область)
Цари́цыно — село в Калачинском районе Омской области России. Административный центр Царицынского сельского поселения.

## История
Основано в 1894 году. В 1928 году село состояло из 259 хозяйств, основное население — украинцы. В административном отношении являлось центром Царицынского сельсовета Калачинского района Омского округа Сибирского края.

## Население
| 2002 | 2010 |
| ---- | ---- |
| 696  | ↘608 |

## Улицы
| - ул. Кирова, - ул. Ленина, - ул. Лесная, - ул. Садовая, | - ул. Советская, - ул. Школьная, - ул. Юбилейная, - пер. Южный. |